# John Frank Rosenblum
John Frank Rosemblum (...) è un produttore cinematografico, sceneggiatore e attore statunitense.

## Biografia
Egli è un esperto riconosciuto a livello internazionale sui Trailer. Rosenblum è un laureato della Scuola di Arti Cinematica, University of Southern California e la Scuola Darlington. Nel 1980, ha acquisito la licenza di BBC Enterprises, Ltd per il loro mercato nel programma televisivo per il pubblico americano, ed è apparso come il talento in comunicazione combinato con un altro licenziatario della BBC, Lionheart Televisione. Nel 1985, Rosenblum ha iniziato a produrre a livello locale e nazionale Doctor Who, EastEnders e Red Dwarf. Nel 1987, gli è stato dato il riconoscimento da parte del pubblico televisivo per aver sollevato $ 1000000 per gli enti locali pubblico di radiodiffusione. Rosenblum è un membro della Screen Actors Guild, Filiale di Hollywood, e Academy of Television Arts & Sciences.

## Filmografia

### Produttore
- Orgazmo, regia di Trey Parker (1997)